# 関節技
関節技（かんせつわざ）は、格闘技、武術、武道などに見える人間の関節可動部の動きを封じる技である。靭帯を損傷して捻挫、脱臼させることも可能な危険な技でもあり、軍隊格闘術にも用いられる。

## 概要
絞め技など、相手の関節を極めない技を含める場合、「サブミッションホールド」、「極め技」と呼ぶこともある。技がしっかり形に入り、脱出が不可能になり、かつ関節などに破壊の危機が迫っている、堪え難い痛みがある状態になることを極まる（きまる）と表現する。
柔道においては固技の分類における抑込技・関節技・絞技のうちの一つとなる。
なお、プロレスにおいては、その競技特性から技の形は同じでも、関節可動部あるいはその付近を締め上げる形でかける場合が多いため、厳密には「締め技（ストレッチ技）」の分類となるが、広義の関節技として範疇に含む場合が多い。また、プロレスであっても状況によっては本来の関節技と同じ効果を狙ってかける場合もある。競技特性のため、技が極まったような状態でも、破壊の危機や堪え難い痛みがない場合もあり、プロレスにおいて極まるとは、外見上だけを指す場合もある。そのため、関節技にかぎらず格闘技の技と、プロレスの技を同列で語るのは難しい場合も多い。

## 特質
関節技は技がかかれば、梃子の原理で、かなりの体格差や体力の差があっても有効である。また、痛みが生じる程度の力を掛けるだけでは、それを解放すれば無傷である技が多いため、相手を無傷で制圧しやすい。そのため、護身術や逮捕術などでも重宝される。
極める動作は、殴る、倒すといった本能的な動作よりも技や骨格の理解を求められる。こういったフィジカルよりもテクニックが優先される傾向から、関節技を主体としたブラジリアン柔術は、ボクシングやレスリングといった他の格闘技と比べて運動量が少ない。そのため、ここ十年で大きく競技人口を伸ばしている。
ただし、関節に無理な力が掛かって治癒しにくい靭帯が断裂する（「関節が折れる」と言うが実際には靭帯が引き千切れて折れ曲がったり脱臼したりする）ことで後遺症として関節が不安定になって正しく動作しなくなり、その結果軟骨が傷ついて変形性関節症や半月板損傷を引き起こしたり、反復性脱臼に陥るリスクがあり、関節骨折や脱臼を起こした場合は骨の変形や壊死、軟骨や神経の損傷などで障害を遺す危険がある。特に頸椎や脊椎を極める技は重度の後遺症を与えかねないため、多くの競技で禁止されている。2006年2月11日にはアームロックで腕を骨折させ死亡させる事件が起きた（死因は敗血症という血液内に細菌が入り繁殖した状態であるから、骨折とは別に皮膚に傷がありそこから細菌が入りこんだ、と考えられる）。

## 種類

### 腕関節技
- 腕挫十字固
- 腕緘
  - リストロック
  - アームロック
  - V1アームロック
    - チキンウィングアームロック
    - ストレートアームバー
- 腕挫腕固
- 腕挫膝固
  - キーロック
  - オモプラッタ
  - Vクロスアームロック
- 腕挫腹固
- 腕挫手固
  - ハンマーロック
  - 二本背負い投げ : 日本柔術の派派に見える、いわゆる「裏投げ」の一つ。両の腕を交差させ、可動方向とは逆に投げる。極まると両肘を破壊するだけでなく、受身も封じられるため、脳天から叩き落とされ、頸椎損傷または、頭蓋骨折を併発して命にかかわる。
- 腕挫腋固
- 腕挫三角固
- 腕挫脚固
- 手首固め
- 小手返し : 合気道・少林寺拳法、柔道形、日本柔術などに見られる、相手の手首を捻りながら投げる技。手首や肘の腱、靭帯を痛める。
- 一教、一箇条、腕抑え : 合気道・日本柔術や逮捕術などに見られる、相手の腕を肘と手首を掴んで取り押さえる。
- 二教、二箇条、小手回し : 合気道や日本柔術などに見られる、相手の手首を捻りながら下方に押さえ込む技。手首や肘の腱、靭帯を痛め、脱臼を起こす。
- 三教、三箇条、小手捻り : 合気道・大東流合気柔術に見られる、相手の手首を捻りながら上方に突き上げる技。手首や肘の腱、靭帯を痛める。
- 指取り : 柔術などに見られる、指関節を極める技。可動方向とは逆にまたは可動方向に捻ることで、動きを封じる。おもに小指、親指を狙う。いわゆる千里引き。ほとんどの格闘技では、指関節を極めることを禁止している。
- 肩関節技

### 脚関節技
- アキレス腱固め
- アンクルホールド
- ヒールホールド
- カーフスライサー
- 膝十字固め
- 足緘

### 首関節技
「ネックロック」と総称され、首関節、頸椎を極める技。危険なため、アマチュアの競技の中では禁止されていることが多い。
- 羽交い締め
- フェイスロック
- コブラクラッチ
- フロント・ネックチャンスリー

### 複合関節技
- チキンウィングフェイスロック
- クリップラー・クロスフェイス
- ステップオーバー・トーホールド・ウィズ・フェイスロック
- ロメロ・スペシャル

### その他
- 逆エビ固め : うつ伏せの体勢の相手の両脚、または片脚を持ち背中方向に反らせる。股関節・膝・踝の三関節を同時に極めることが出来、さらに体重をかけて背骨を反らせることで圧迫によりスタミナを奪う効果もある。両脚を持つスタイルのものはボストンクラブとも呼ばれ、プロレスでは基本技の一つとして多用される。
- コブラツイスト
- 卍固め

## 立ち関節技
立ち関節技は試合で見ることはあまりないが多くの格闘技で禁止されているわけではなく、演武の様に受が協力しないとなかなか極まらないのである。かけたまま倒れこむと関節に過度の負担がかかり、重症になるケースがあるため、これを防ぐため禁止している格闘技がある。
アマチュア総合格闘技のアマチュア修斗や空道などでは反則ではない。柔術ファイティングシステムでは投げを伴う立ち技での関節技は禁止で、寝技による関節技一本では3点が得られるが、投げを伴わない立ち技での関節技一本では2点しか得られない。サンボでは禁止されている。ブラジリアン柔術では少年、幼児を含め禁止されていない。プロでは合法としているケースが多い。
柔道におけるIJFルールの2018年～2020年版以前のルールでは、立ち関節技は倒れ込む腕挫腋固など特に危険なもの以外禁止されていなかった。IJFルールの2018年～2020年版においては全ての立ち関節技が禁止技となり、立技において関節技、もしくは絞技を施したときに「待て」となり「指導」対象となる。
柔道形や講道館ルールの大会においては依然、使用可能対象となっている。
立ち技総合格闘技であるシュートボクシングでは立ち技での関節技、絞め技がプロのみ認められているが、ボクシンググローブを使用するため極まるのは、まれである。

## 名称
関節技は様々な格闘技、武道に存在する。そのため、同じ技でも競技や流派によって、名称が異なる場合がある。例えば、相手の肘関節を攻撃する関節技を柔道では腕緘、腕挫○○固と呼ぶが、プロレス・格闘技ではアームロックと呼ぶ。他に、柔道（柔術）の技であった腕挫十字固がプロレスに導入されるに当って、腕拉ぎ逆十字固めと呼ばれるなどの例もある。この件については腕挫十字固の項を参照。
日本の総合格闘技においては、プロレスとブラジリアン柔術における名称が主に使われている。これは日本の総合格闘技を主催する団体がプロレスと関係が深いこと、また、総合格闘技において、寝技、関節技を学ぶ際にはブラジリアン柔術を学ぶ場合が多いことが理由であると思われる。